# Implante microdermal

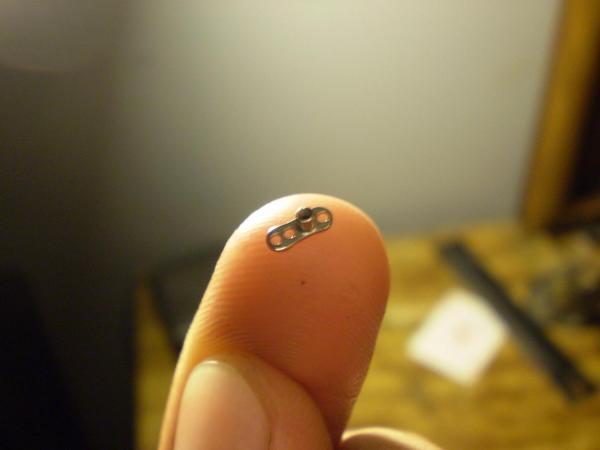
Implante microdermal en el dedo índice.

Un implante microdermal también conocido como piercing o perforación microdermal, es un tipo de modificación corporal que consiste en insertar una pieza específica para este procedimiento, dentro de la piel. Pat Pruitt, de Custom Steel, fue la primera persona que empezó a fabricar estas piezas, presentando su diseño en Las Vegas el año 2006 dentro del congreso organizado por la APP, el registro de la creación de esta nueva joya es llevado a cabo por BMEzine. En la actualidad se comercializan en todo el mundo.
El procedimiento como tal es menos complicado que una cirugía puesto que no necesita anestesia. Son perforaciones de un solo punto, una especie de penetración en la superficie de la piel.
Los implantes microdermales se pueden colocar prácticamente en cualquier lugar de la superficie de la piel, pero son diferentes de las perforaciones convencionales. Este se compone de una base, a veces llamado pie o talón, que se implanta debajo de la piel con pequeñas fisuras u orificios. Además, es necesario que una parte de la base insertada sobresalga para poder enroscar o atornillar la joya que se va a lucir. No es recomendable realizar este procedimiento en las manos, pies, muñecas o la clavícula, porque son partes que se encuentran cerca de las articulaciones.
La joyería que se utiliza suele ser generalmente de titanio ya que evita el debilitamiento del tejido.

## Procedimiento
Existen varias opciones para el implante microdermal, entre ellas el dermal punch en el que se utiliza una aguja redonda, una denominada insertion taper que utiliza una aguja sin filo y otras por medio de inserciones con agujas o el uso de bisturís.
El proceso se inicia una vez se identifica el punto de perforación. Después se realiza una pequeña incisión sobre la superficie de la piel con una aguja dérmica o biselada especial para estos procedimientos. Se introduce la base debajo de la piel y posteriormente se enrosca la joya a la base o el perno; esta es la parte que sobresale y la que se luce.

## Riesgos y precauciones
Como cualquier otro procedimiento, el individuo está expuesto a contraer infecciones o enfermedades y, en algunos casos, riesgo de muerte por la formación de abscesos cerebrales y la endocarditis.
También existe el riesgo de padecer inflamaciones y de daños en los nervios y vasos sanguíneos. Otros riesgos menores incluyen sangrados, dolor, hinchazón o reacciones alérgicas.
Los implantes microdermales son una alternativa a las perforaciones comunes, ya que proporcionan menos cicatrices cuando se retiran. Son semipermanentes y se pueden eliminar con la ayuda de un profesional. Los implantes se deben cubrir con vendaje entre los primeros 3 meses (tiempo que dura el proceso de curación).